# 구로세가와 대
구로세가와 대는 일본의 지체 구조 구분의 하나이다. 구로세가와 지대, 구로세가와 구조체라고도 부른다. 중지치부 대와 거의 동의어이나, 그 범위에 대해서는 연구자에 따라 이견이 있다. 에히메현의 세이요시를 흐르는 구로세 강의 이름을 따 명명되었다. 쥐라기의 부가체인 북지치부 대, 남지치부 대(산포산 대) 사이에 관동산지에서 기이반도, 시코쿠, 규슈에 걸쳐 가늘고 길게 띠 모양으로 분포한다. 그 길이는 1000km에 달하지만, 폭은 수 km 정도에 불과하다.